# Leptopogon taczanowskii
Leptopogon taczanowskii là một loài chim trong họ Tyrannidae.